# Les Cambrioleurs (film)
Cet article possède un paronyme, voir Le Cambrioleur.
Pour plus de détails, voir Fiche technique et Distribution.
Les Cambrioleurs est un film français réalisé par Alice Guy, sorti en 1898.

## Synopsis
Des gendarmes s’aventurent sur les toits d’une demeure où un cambriolage est commis. Les audacieux voleurs s’en prennent à leurs poursuivants en leur versant de l’eau sur la tête et en tentant de les assommer avec les tableaux objets de leur rapine. Victoire des malandrins qui réussissent à se débarrasser de leurs adversaires en les précipitant du haut des toits.

## Analyse
Une des premières illustrations du film comique construit sur le thème de la poursuite tourné dans un décor de carton-pâte.

## Fiche technique
- Titre : Les Cambrioleurs
- Réalisation : Alice Guy
- Société de production : Société L. Gaumont et compagnie
- Pays de production :  France
- Genre : Comédie, Film burlesque
- Durée : 1 minute
- Date de sortie : 1898
- Licence : Domaine public

## Distribution
- Les cambrioleurs :
- Les gendarmes :
- La voisine : Alice Guy[1]

## Autour du film
- La datation retenue ici — 1898 — est celle du coffret de DVD Le cinéma premier 1897-1913 volume 1 édité par Gaumont en 2008 alors qu’IMDB propose 1897.
- Une « vue animée » au scénario et aux décors (réalisés par Jambon[2]) quasi identiques existe sous la signature de Georges Hatot, produit par la Société Lumière : Poursuite sur les toits (Rooftop chase, 1898)[3].
- L'historienne Alison McMahan rappelle qu'Alice Guy ne s'embarrasse guère de la propriété intellectuelle et s'inspire, parfois servilement, des succès du moment[2].